# Філ Лайнотт
Філіп «Філ» Перріс Лайнотт (англ. Philip "Phil" Parris Lynott, [fıl ‘pærıs ‘laınət]; нар. 20 серпня 1949, Вест-Бромвіч — пом. 4 січня 1986, Солсбері) — лідер (вокаліст та басист) ірландського гурту Thin Lizzy.
Народився у Hallam Hospital (тепер Sandwell General Hospital) у Вест-Бромвічу, Англія. Його батьком був темношкірий гаянець Сесіль Перріс. Він покинув матір, Філомену (Філліс) Лайнотт за три тижні після народження сина. Відтак Філіп узяв собі прізвище матері. Ріс у Мосс-Сайді, Манчестер.
Музичну кар'єру розпочав у 1960-их роках, граючи у гурті Black Eagles. Близько 1970 року заснував у Дубліні гурт Thin Lizzy, для якого писав більшість текстів пісень, а також був головним вокалістом та грав на басі. Славу йому принесло рок-виконання народної пісні Whiskey in the Jar.
25 грудня 1985 року потрапив до шпиталю з інфекцією нирок та печінки, причиною чого стало зловживання алкоголем та наркотиками. Помер 4 січня 1986 року. Причиною смерті стало запалення легень та серцева недостатність. Його було поховано на цвинтарі Св. Фінтана у Саттоні в передмісті Дубліна.
У 2006 році Лайнотт потрапив на 59-те місце в переліку 100 найкращих рок-вокалістів усіх часів, за версією журналу Hit Parader.